# سباستین گرازینی
سباستین گرازینی (انگلیسی: Sebastián Grazzini؛ زادهٔ ۲۵ ژانویهٔ ۱۹۸۱) بازیکن فوتبال اهل آرژانتین است.
از باشگاه‌هایی که در آن بازی کرده‌است می‌توان به باشگاه فوتبال سویا، باشگاه فوتبال نیولز اولد بویز، شیکاگو فایر، باشگاه فوتبال آستراس تریپولی، و باشگاه فوتبال راسینگ کلوب آویاندا اشاره کرد.